# Pszczoła włoska
Pszczoła włoska, pszczoła liguryjska (Apis mellifera ligustica) – podgatunek zachodnioeuropejskiej pszczoły miodnej. Występuje na terenie Włoch, od Alp na północy, do Sycylii na południu.

## Pochodzenie
Uważa się, że włoska pszczoła miodna pochodzi z kontynentalnej części Włoch, na południe od Alp i na północ od Sycylii. Podgatunek ten przetrwał ostatnią epokę lodowcową na tym obszarze. Jest genetycznie odmienny od pszczół miodnych z Półwyspu Iberyjskiego i Sycylii. Pszczoła włoska została najbardziej rozpowszechniona ze wszystkich podgatunków pszczół miodnych i przystosowała się do większości klimatów, od subtropikalnych po chłodne umiarkowane, przy czym w wilgotnych regionach tropikalnych jest mniej skuteczna. Pszczoła włoska, pochodząca z klimatu uwarunkowanego ciepłego środkowej części basenu Morza Śródziemnego, niezbyt dobrze radzi sobie z ostrymi zimami i chłodnymi, mokrymi wiosnami na północnych szerokościach geograficznych. Nie tworzy tak zwartych kłębów zimowych. Więcej pokarmu musi zostać skonsumowane, aby zrekompensować większe straty ciepła z luźnego kłębu. Tendencja do wychowywania potomstwa również późną jesienią zwiększa zużycie zapasów. Znany pszczelarz, Thomas White Woodbury, po raz pierwszy wprowadził włoską pszczołę do Wielkiej Brytanii w 1854 roku i uznał ją za znacznie lepszą od angielskiej czarnej pszczoły środkowoeuropejskiej.

## Anatomia
- Kolor: brzuch ma brązowe i żółte paski.
- Wśród różnych odmian włoskich pszczół występują trzy różne kolory: jasnożółty (złoty); i bardzo jasnożółty (Cordovan).
- Rozmiar: ich ciała są mniejsze, a ich owłosienie jest krótsze niż w ciemniejszych rasach pszczół miodnych.
- Długość języczka: od 6,3 do 6,6 mm
- Średni wskaźnik kubitowy: 2,2 do 2,5

## Charakter i zachowanie
Z handlowego i hodowlanego punktu widzenia wartość Ligustica polega na syntezie wielu dobrych cech. Wśród nich trzeba wymienić miododajność, delikatność, płodność, niechęć do rojenia, chęć do budowania plastrów, gotowość do wchodzenia w półnadstawki, czystość, odporność na choroby i tendencję do zbierania miodu kwiatowego zamiast spadzi. Ostatnia cecha ma wartość tylko w krajach, w których kolor miodu określa cenę. Ligustica pokazała, że jest w stanie produkować dobry miód z czerwonej koniczyny. W jeszcze jednej charakterystyce Ligustica okazała się wyjątkowa i to w jej odporności na Świdraczka Pszczelego. Dotyczy to zwłaszcza odmiany o ciemniejszym ubarwieniu, podczas gdy złote odmiany są bardzo wrażliwe na niego.
Podczas gdy włoska pszczoła ma wiele mocnych punktów, posiada również wady: Nie ma witalności i jest skłonna do nadmiernego wychowywania potomstwa. Te dwie wady są podstawową przyczyną jej innych wad. Ma tendencję do dryfowania, która jest spowodowana słabym orientowaniem, co może okazać się wadą, gdy rodziny są ustawione w rzędach zwróconymi w jednym kierunku, podobnie jak powszechna praktyka w pasiekach prawie na całym świecie. Wszystkie wyżej wymienione wady pszczoły włoskiej pojawiają się w mocno podkreślonej formie w bardzo jasnych odmianach, z dodatkowym, niezwykle wysokim zużyciem zapasów. W krajach europejskich takie odmiany pszczół okazały się wysoce niezadowalające, ponieważ mają skłonność do zamiany każdej kropli miodu w czerw. Jasno ubarwione odmiany są podobnie jak już stwierdzono wyjątkowo podatne na Świdraczka. Przyczyna tego nie jest znana pomimo całej pracy poświęconej na jej odnalezieniu. Jest to tym bardziej zaskakujące, że uważamy, iż ciemna, skóropodobna Ligustica przez ponad 60 lat okazała się jedną z najbardziej odpornych na Świdraczka.
Wyjątkowa koncentracja jasnych odmian w Ameryce Północnej wydaje się wynikać z faktu, że w podzwrotnikowych stanach południowych i zachodnich duże ośrodki hodowli matek zajmują się głównie sprzedażą pszczół, w których produkcja miodu odgrywa ważną, ale drugoplanową rolę. W związku z tym potrzebują pszczołę, którą w ekstremalnym stopniu da się wychować, co w zupełnie innych warunkach klimatycznych stanowi poważną wadę.
Zalety:
- wykazuje silne usposobienie do hodowli i bardzo dużą ilość czerwiu
- czystość i doskonała gospodarność (co niektórzy naukowcy uważają za czynnik wpływający na odporność na choroby)
- zużywa małe ilości propolisu
- znakomita do pasiek wędrownych
- znakomita budowa komórek (pisząc w Szwajcarii w 1862 r., H.C. Hermann stwierdził, że plaster włoskiej komórki zajmował tylko 15 komórek na 16 wspólnych pszczół, a zawartość sześcienna była większa o 30%)
- wykazuje niższą skłonność do rójki niż inne rasy zachodnich pszczół miodnych
- idealnie nadaje się dla obszarów o ciągłym przepływie nektaru i sprzyjającej pogodzie przez całe lato
- doskonała do pasiek towarowych
- łagodność
- z łatwością zagospodarowuje półnadstawki

Wady:
- brak witalności
- skłonność do nadmiernego wychowu czerwiu
- podatność na choroby
- wysokie zużycie zapasów
- bardziej skłonny do dryfowania i rabowania niż inne główne rasy Europy.
- silny kłąb często powoduje duże zużycie zapasów późną zimą lub wczesną wiosną, co powoduje kurczenie się go, a co za tym idzie – powolny lub opóźniony rozwój wiosenny
- hodowla czerwiu rozpoczyna się późno i trwa długo do późnego lata lub jesieni, niezależnie od dopływu nektaru
- ma tendencję do pracy na krótszych odległościach niż A,m.carnica lub A.m.m, a zatem może być mniej skuteczna w gorszych pożytkach
- nie nadaje się do hodowli w chłodnych regionach nadmorskich

Apis mellifera ligustica bardziej interesuje się przetwarzaniem nektaru, przechowywaniem miodu i opieką dorosłych pszczół nad zwiększeniem ilości czerwiu w porównaniu do afrykańskiej pszczoły miodnej, A. m. scutellata.

## Hodowla selektywna
Hodowcy pszczół włoskich, a także innych ras, szukają pewnych korzystnych cech. W zależności od celu hodowli można podkreślić jedną lub więcej z następujących cech:
- Łagodność
- Odporność na różne choroby, w tym roztocze tchawicy i roztocza Warrozy
- Wczesny rozwój wiosenny
- Skłonność do ograniczonego rojenia
- Zdolność szybkiego dojrzewania miodu
- Zasklepy plastra miodu są białe
- Minimalne użycie propolisu
- Dostępność i koszt matki pszczelej
- Kolor

## Rozpowszechnienie na świecie
- 1853 sprowadzono do Niemiec
- 1854 sprowadzono do Polski przez dr. Jana Dzierżona
- 1854 sprowadzono do Zjednoczonego Królestwa
- 1859 sprowadzono do Stanów Zjednoczonych
- 1862 sprowadzono do Australii, 9 grudnia do Victorii na pokładzie statku parowego Alhambra Istnieją mocne dowody, że to wprowadzenie nie powiodło się, ponieważ włoskie matki unasieniały się z angielską "czarną" pszczołą (źródło: Barrett, P. "Immigrant Bees, 1788 to 1898 ", t. IV). Wilhelm Abram przywiózł kilka matek z Włoch do Sydney w grudniu 1880 roku, ale prawdopodobne jest, że wcześniej dotarły do Nowej Południowej Walii inną drogą.
- 1866 sprowadzono do Imperium Rosyjskiego
- 1880 sprowadzono do Nowej Zelandii
- 1884 (Wielkanoc) sprowadzono na wyspę Kangaroo w Australii Południowej, pochodzącą z Brisbane, skąd zostały przywiezione w 1880 roku z Włoch przez Chasa. Fullwood. Jas. Carroll dostał rodzinę pszczół włoskich w Brisbane w stanie Queensland w 1877 roku, kiedy Angus Mackay towarzyszył mu na pokładzie "City of New York", zapakowanym przez Harbison w Kalifornii. Po tygodniowym pobycie w Sydney pszczoły przybyły do Brisbane. Miód z wyspy Kangaroo jest sprzedawany (w 2014 r.) jako jedyny czysty liguryjski miód na świecie).